# Anderson (Alabama)
Anderson és una població dels Estats Units a l'estat d'Alabama. Segons el cens del 2007 tenia 352 habitants.

## Demografia
Segons el cens del 2000, Anderson tenia 354 habitants, 148 habitatges, i 107 famílies. La densitat de població era de 106 habitants/km².
Dels 148 habitatges en un 35,1% hi vivien nens de menys de 18 anys, en un 63,5% hi vivien parelles casades, en un 6,1% dones solteres, i en un 27,7% no eren unitats familiars. En el 27% dels habitatges hi vivien persones soles el 14,2% de les quals corresponia a persones de 65 anys o més que vivien soles. El nombre mitjà de persones vivint en cada habitatge era de 2,39 i el nombre mitjà de persones que vivien en cada família era de 2,92.
Per edats la població es repartia de la següent manera: un 26% tenia menys de 18 anys, un 4,8% entre 18 i 24, un 28,2% entre 25 i 44, un 21,8% de 45 a 60 i un 19,2% 65 anys o més.
L'edat mediana era de 38 anys. Per cada 100 dones hi havia 91,4 homes. Per cada 100 dones de 18 o més anys hi havia 94,1 homes.
La renda mediana per habitatge era de 26.750 $ i la renda mediana per família de 30.962 $. Els homes tenien una renda mediana de 28.125 $ mentre que les dones 28.333 $. La renda per capita de la població era de 16.477 $. Aproximadament el 13,3% de les famílies i el 13,7% de la població estaven per davall del llindar de pobresa.

## Poblacions més properes
El següent diagrama mostra les poblacions més properes.